# Friedrich August Flückiger

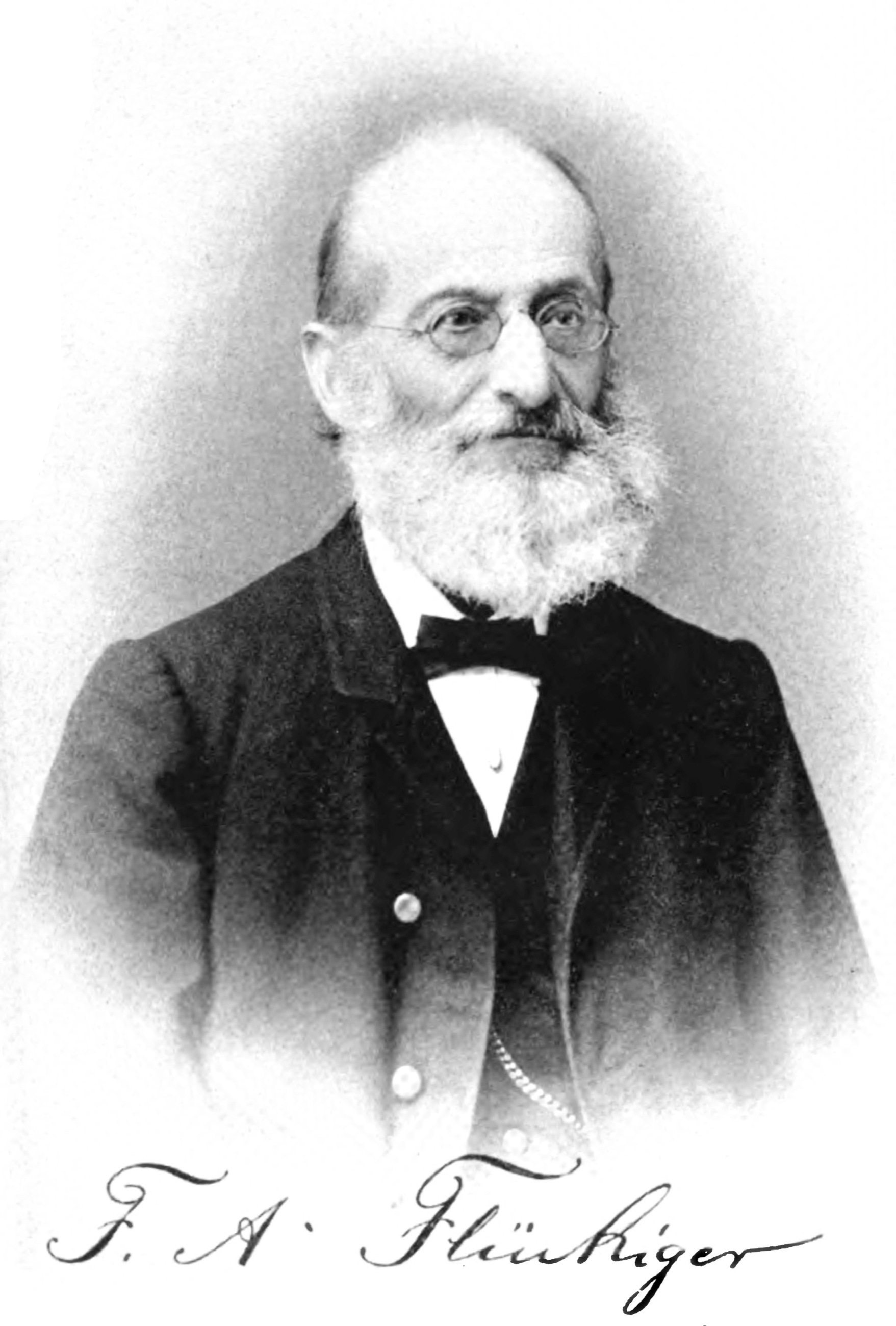
Friedrich August Flückiger, vor 1894

Friedrich August Flückiger (* 15. Mai 1828 in Langenthal; † 11. Dezember 1894 in Bern; heimatberechtigt in Rohrbach) war ein Schweizer Apotheker, Chemiker und Pharmaziehistoriker. Sein offizielles botanisches Autorenkürzel lautet „Flück.“.

## Leben
Friedrich August Flückiger wurde als Sohn des Eisenwarenhändlers Friedrich geboren (1787–1841, Vater: Hans Flückiger, Landwirt), die Mutter war Anna Maria geb. Gygax (1786–1866). Er absolvierte die Grundschule in Langenthal und das Gymnasium in Burgdorf. Da er wie sein Vater Kaufmann werden sollte, besuchte er 1845 die Handelsanstalt Noback in Berlin. Er wandte sich schliesslich den Naturwissenschaften zu und studierte von 1845 bis 1847 Chemie an der Universität Berlin. 1847 ging er nach Solothurn, wo er bis 1849 eine Apothekerlehre absolvierte. 1850 studierte er Botanik an der Universität Genf; noch im selben Jahr wurde er Assistent an der Universität Strassburg. 1851 ging er an die Universität Heidelberg, wo er bei Leopold Gmelin und Friedrich Wilhelm Hermann Delffs Chemie studierte und 1852 promoviert wurde. Ein Jahr lang hielt er sich zu Studienzwecken in Paris auf und reiste auch durch London.
1853 erwarb Flückiger in Burgdorf die Grosse Apotheke. Sein Freund, der Kaufmann Friedrich Lüdy wurde von ihm als Leiter des Medikamenten-Grossgeschäftes eingesetzt. Von 1857 bis 1866 war Flückiger Präsident des Schweizerischen Apothekervereins. 1860 legt er die Pharmacopoea Helvetica vor, bislang gab es nur kantonale Arzneibücher.

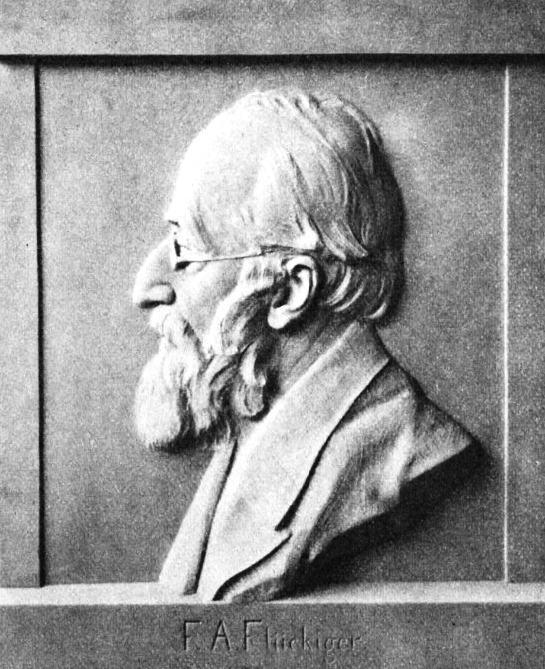
1906, Bildnisrelief geschaffen von Ida Schaer-Krause

Von 1860 bis 1873 war Flückiger Staatsapotheker von Bern, wo er hauptsächlich das Rechnungswesen beaufsichtigte und sich so mehr dem wissenschaftlichen Arbeiten zuwenden konnte. 1861 wurde er an der Universität Bern für Pharmakognosie habilitiert und zum Dozenten ernannt. 1867 veröffentlichte er das Werk Lehrbuch der Pharmakognosie des Pflanzenreiches, das das Wissensgebiet im Besonderen begründete. Im gleichen Jahr noch reiste er auf Einladung von Daniel Hanburry (1825–1875) nach London, wo er sich mit diesem anfreundete. 1870 wurde Flückiger an der Universität Bern zum ausserordentlichen Professor für Pharmazie und Pharmakognosie ernannt.
1873 wurde Flückiger ordentlicher Professor für Pharmazie an der Universität Strassburg und Direktor des Strassburger Pharmazeutischen Instituts. In dieser Zeit genoss er internationales Ansehen, so wurde er 1884 in Bern zum Ehrendoktor der Medizin ernannt und 1892 in Erlangen zum Ehrendoktor der Philosophie. Ausserdem war er Ehrenmitglied mehrerer wissenschaftlicher Gesellschaften.
1892 kehrte F. A. Flückiger nach Bern zurück, wo er von seinen Freunden die Flückiger-Stiftung, eine Medaille sowie eine Geldauszahlung, erhielt. In der nächsten Zeit recherchierte Flückiger in Archiven für ein Werk über die Geschichte der Pharmazie, musste allerdings einsehen, dass er diese Arbeiten nicht bewältigen würde können. Dennoch konnte er so einen Baustein für die Tätigkeit der Internationalen Gesellschaft für Geschichte der Pharmazie legen.
Seine Tochter Maria Flückiger heiratete um ca. 1900 den Politiker und Journalisten Michael Bühler. 
1894 verstarb Flückiger 66-jährig in Bern. Er hatte etwa 300 Aufsätze in Fachzeitschriften veröffentlicht.

## Schriften (Auswahl)
- H.A. Weddel. Übersicht der Cinchonen. Deutsch bearb. von Dr. F. A. Flückiger (1871) (Digitalisat)
- Lehrbuch der Pharmacognosie des Pflanzenreiches. Naturgeschichte der wichtigsten Arzneistoffe vegetabilischen Ursprunges. R. Gärtner, Berlin 1867 (Digitalisat); 2. Auflage unter dem Titel Pharmakognosie des Pflanzenreiches ebenda 1883; Neuauflage 1891.
- Grundlagen der pharmaceutischen Waarenkunde. Einleitung in das Studium der Pharmacognosie. J. Springer, Berlin 1873 (Digitalisat)
- Die Frankfurter Liste. Beitrag zur mittelalterlichen Geschichte der Pharmacie. Bei Gelegenheit der Pharmacopoea Germanica. Verlag der Buchhandlung des Waisenhauses, Halle 1873 (Digitalisat)
- Zusammen mit Daniel Hanbury. Pharmacographia. A history of the principal drugs of vegetable origin met with in Great Britain and British India. Macmillan, London 1874 (Digitalisat); 2. Auflage 1879 (Digitalisat)
- Die Chinarinden in pharmacognostischer Hinsicht dargestellt. Gärtner, Berlin 1883 (Digitalisat)
- Grundriss der Pharmacognosie. Gärtner, Berlin 1884 (Digitalisat)